# Ricard de Chichester
Sant Ricard de Chichester o de Wych (Droitwich, Worcestershire, Regne d'Anglaterra, 1197 - Dover, Kent, 3 d'abril de 1253) fou un bisbe de Chichester. És venerat com a sant per diverses confessions cristianes.

## Biografia
Nascut a Wyche (actual Droitwich, Worcestershire) fou membre d'una família noble, però amb pocs recursos. Orfe, treballà a la finca del seu germà gran, que li oferí terres i un matrimoni avantajtós, però refusà per dedicar-se a l'estudi i la vida religiosa. Estudià a les universitats d'Oxford, Universitat de París i Bolonya. En 1237 fou canceller de l'arquebisbe de Canterbury, que llavors treballava per a la reforma del clergat anglès. En 1242 s'ordenà sacerdot i fou rector a Charing i Deal (Kenten) fins que en 1245 fou nomenat bisbe de Chichester, a la mort del bisbe Ralph Neville. El rei Enric III d'Anglaterra, però, s'oposà al nomenament, ja que volia col·locar-hi l'ardiaca de la diòcesi, Robert Passelewe, amic seu. Ricard demanà el suport del papa Innocenci IV i mentre aquest no arribà, hagué de viure de la caritat, ja que el rei li confiscà els béns i recursos i es negà a pagar-li res. Mentrestant, vivia a la casa del rector de Tarring (Sussex), anant a peu fins a Chichester i conreant la terra. Finalment, dos anys després arribà la carta papal, amençant el rei amb l'excomunió, i Ricard fou reconegut com a bisbe.
El nou bisbe visqué molt austerament, dedicant els ingressos de la diòcesi a la caritat i l'almoina. Va reformar la vida del clergat, posant-ne per escrit els reglaments que l'havien de regular. En 1250 fou nomenat recaptador de l'impost establert per finançar les Croades, i dos anys més tard el rei l'encarregà que prediqués la croada.
Morí mentre la predicava, el 3 d'abril de 1253, anant cap a Dover a consagrar l'església de Sant Edmund.

## Veneració
La fama de la seva santedat fou tan gran que només nou anys després de mort fou canonitzat per Urbà IV, el 22 de gener de 1262, a Viterbo. El 16 de juny de 1276, en presència d'Eduard I d'Anglaterra, bisbes i nobles, el seu cos fou posat en un reliquiari a l'altar major de la catedral de Chichester. S'hi venerà fins que fou destruït per Enric VIII d'Anglaterra, el 20 de novembre de 1538 i se'n perderen les relíquies. Fins llavors, els pelegrinatges fins a la seva tomba foren populars, especialment el dia de la seva festa litúrgica, el 3 d'abril.
És venerat com a protector dels cotxers, ja que quan treballava a la granja pairal conduïa els carros.

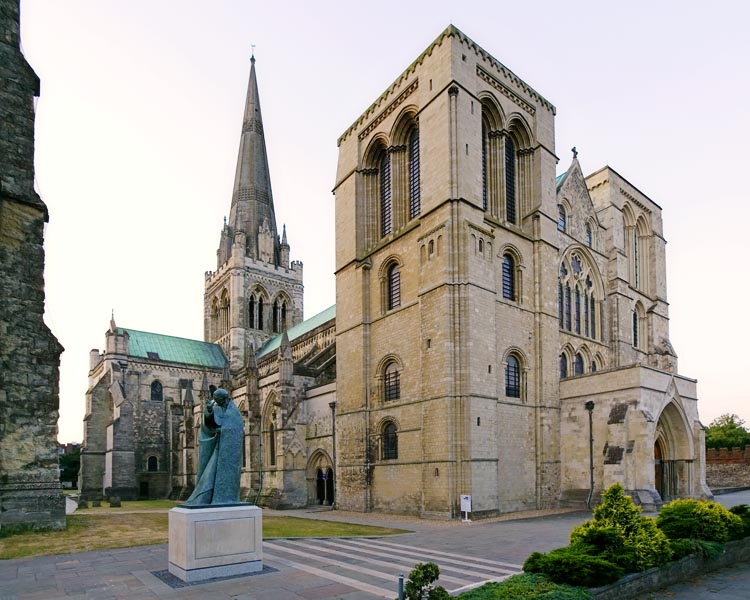
Catedral de Chichester, amb l'estàtua del bisbe
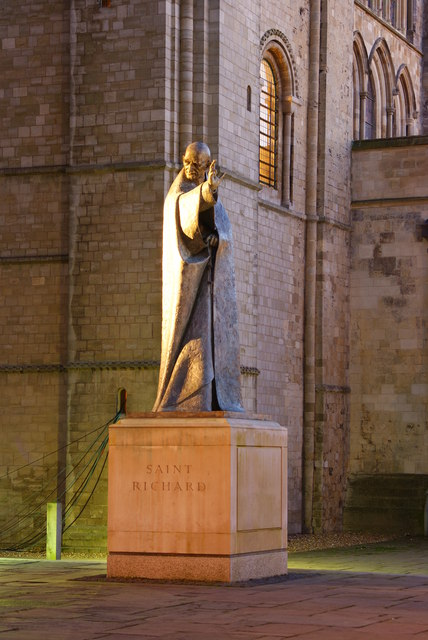
Escultura davant la catedral de Chichester
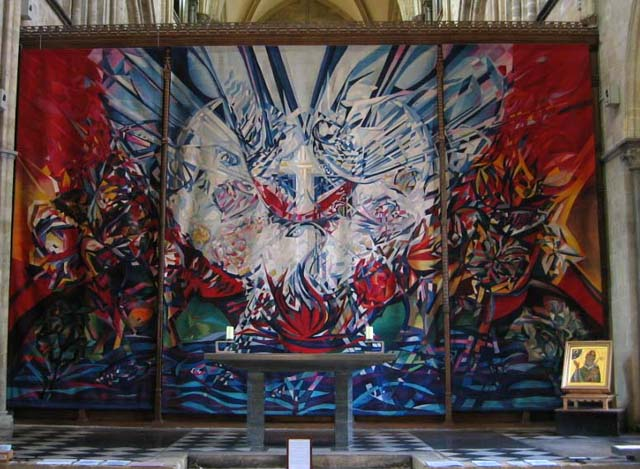
Santuari del sant, a la catedral de Chichester, amb un tapís de Robert Piper
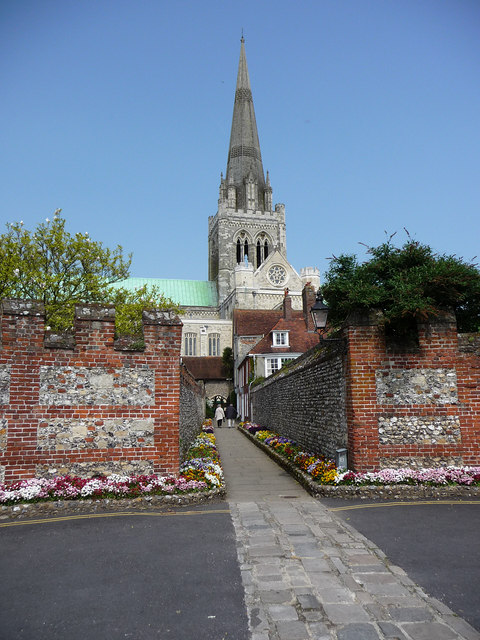
L'anomenat Camí de Sant Ricard de Chichester